# Anna Báthory de Somlyó
Anna Báthory de Somlyó (* um 1594; † um 1636) war eine ungarische Adelige aus dem Hause Báthory und die jüngere Schwester des Fürsten von Siebenbürgen Gabriel Báthory.

## Leben

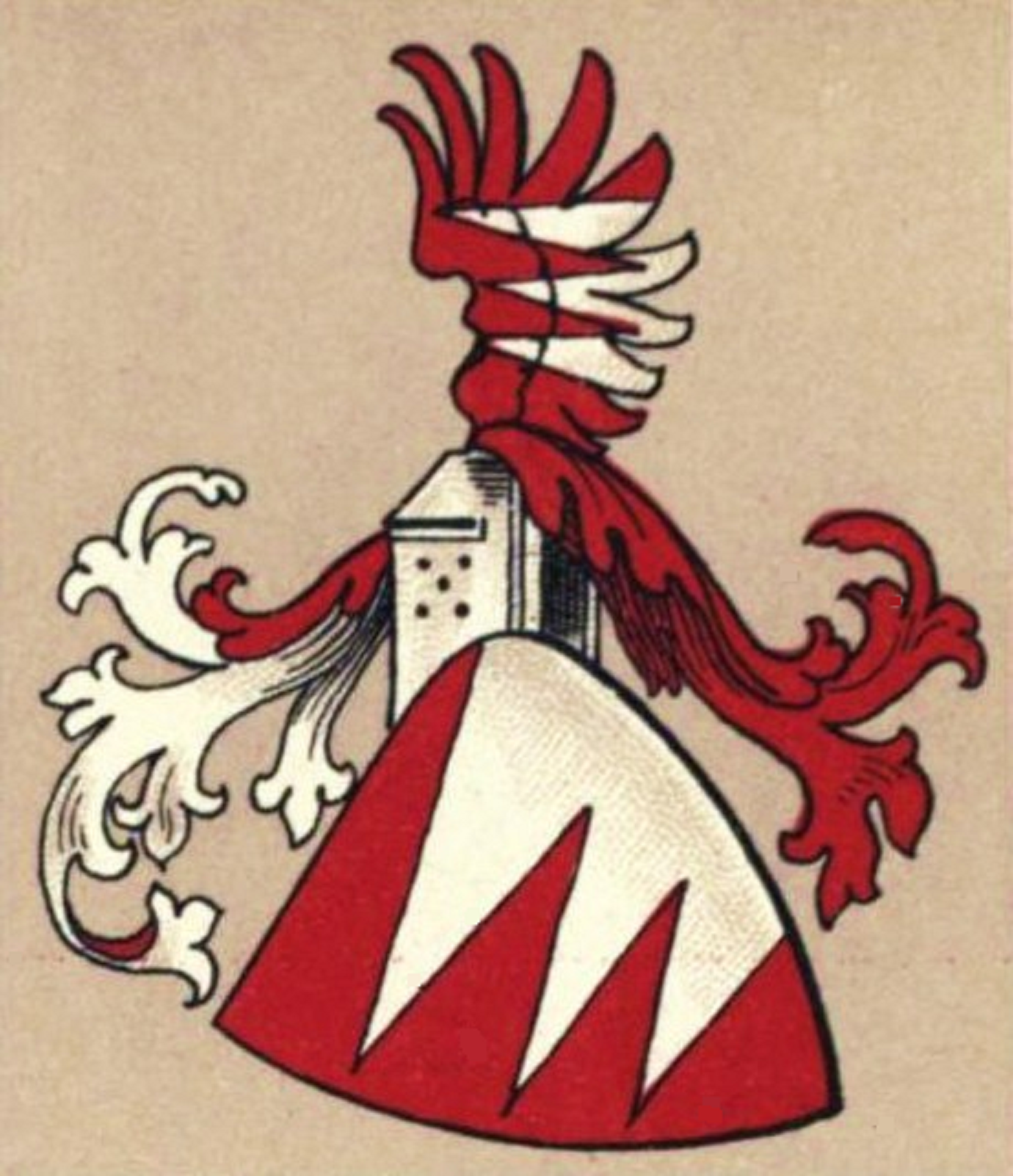
Stammwappen der Adelsfamilie Báthory

Anna Báthory wurde um das Jahr 1594 als Tochter von István Báthory de Somlyó und dessen Ehefrau Zsuzsanna Bebek de Pelsőc († 1595) geboren. Nach dem frühen Tode beider Eltern geriet Anna zusammen mit ihrem älteren Bruder Gabriel unter die Vormundschaft ihres mächtigen Onkels István Báthori de Ecsed und lebte bis zum Jahre 1605 in der Wasserburg Ecsed. Der Onkel, ein strenggläubiger Kalvinist veranlasste auch, dass Anna (und ihr Bruder Gabriel) vom Katholizismus zum evangelisch-reformierten Glauben konvertierten. Da István Báthory de Ecsed keine Nachkommen hatte, erbten die beiden Waisen dessen riesiges Vermögen.
Am 11. November 1608 wurde Anna in Klausenburg mit Dénes Bánffy verheiratet. Dénes Bánffy, ein naher Verwandter von Stephan Bocskai war Majoratsherr riesiger Güter und übte auch einen bedeutenden politischen Einfluss im damaligen Ungarn aus. Die Neuvermählten ließen sich auf Schloss Bocskai in Nagykereki im Komitat Bihar nieder, das Annas Bruder Gabriel Báthory von Stephan Bocskai erbte. Dénes Bánffy starb – nach nur vierjähriger kinderloser Ehe – im Jahre 1612 in diesem Schloss. Somit war Anna bereits mit 17 Jahren Witwe und erbte auch die riesigen Güter von Dénes Bánffy.
Ein Jahr nach dem Tode von Dénes Bánffy heiratete Anna Báthory im Jahre 1613 Sigismund (Zsigmond) Jósika. Aus dieser Ehe ging der Sohn Gabriel (Gábor) Jósika hervor. Dieser wurde am Hofe (des späteren Palatins) Nikolaus Esterházy in Kaschau erzogen. Jósika, anfangs ein Gefolgsmann (und später Gegner) von Gabriel Bethlen befand sich häufig auf Reisen und hielt sich aus politischen Gründen nur sehr selten daheim auf. In dieser Zeit wurde Anna ein Verhältnis mit einem Mann Namens János Krajnik nachgesagt. Aus dieser Liaison soll auch ein Kind hervorgegangen sein (welches angeblich von Anna ermordet wurde), Beweise hierfür fehlen jedoch. Die Ehe mit Sigismund Jósika wurde später geschieden.
Im Jahre 1614 eröffnete Gabriel Bethlen den ersten Hexenprozess gegen Anna Báthory. Bethlen der im Jahre 1613 mit Hilfe eines osmanischen Heeres an die Macht gekommen war und durch Intrigen in Klausenburg – als Nachfolger von Gabriel Báthory – zum Fürsten von Siebenbürgen gewählt wurde, hatte ein eminentes Interesse daran, die Báthorys, die in damaliger Zeit das reichste Adelsgeschlecht in Ungarn darstellten, zu schwächen. Sinn dieses, von Bethlen als „öffentliches Gerichtsverfahren“ inszenierten Schauprozesses war die öffentliche Demütigung und Herabwürdigung der von Bethlen angeklagten Anna Báthory. Der eigentliche Grund dieses sowie der nachfolgenden Prozesse gegen Anna Báthory lag darin, dass Gabriel Bethlen ein bedeutendes Interesse daran hatte, den superreichen Báthorys einige Güter abzunehmen und diese an sich zu reißen.

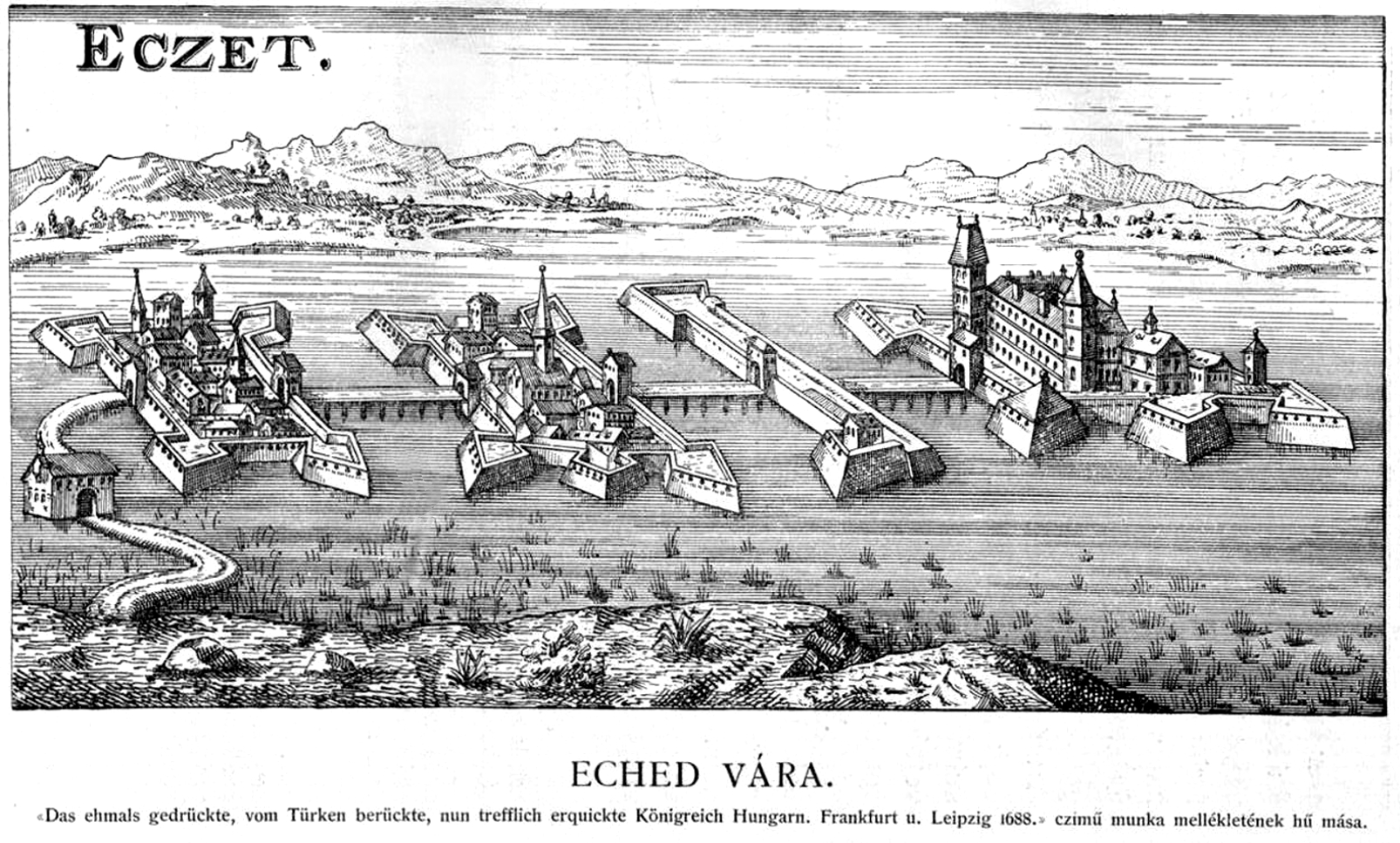
Die Burg und Festung Ecsed. Hier verbrachte Anna Báthory ihre Kindheit und frühe Jugend.

Nach zahlreichen weiteren Schauprozessen (in den Jahren 1614, 1618 etc.) wurde Anna Báthory im Jahre 1621 nach Fürsprache von Nikolaus Esterházy von Bethlen begnadigt, ihr Vermögen bekam sie jedoch nicht zurück. Daraufhin musste sie nach Polen in die Emigration gehen und fand bei ihrem Halbbruder Andreas Báthory eine Bleibe. Erst nach dem Tode von Gabriel Bethlen im Jahre 1629 konnte Anna nach Siebenbürgen zurückkehren. Ihre Güter und ihr Vermögen bekam sie nie zurück. Die letzten Jahre verbrachte Anna auf dem Hof von Nikolaus Esterházy, wo ihr Sohn Gabriel lebte. Sie starb um das Jahr 1636 ziemlich vereinsamt (vermutlich) am Hof von Nikolaus Esterházy.

## Nachwelt
Von den Báthorys und insbesondere von Anna Báthory wurde der Nachwelt ein verzerrtes negatives Bild überliefert. Ganz besonders die Schriftsteller Zsigmond Móricz mit seinem Roman Der Zaubergarten und Sándor Makkai sorgten mit ihren sehr populären historischen Romanen dafür, dass Anna Báthory ein negatives Image angehaftet wurde. Sie wurde als 'inzestuöse Hure' und 'satanische Hexe' dargestellt, die selbst vor sexuellen Kontakten zu ihrem eigenen Bruder Gabriel nicht zurück schreckte. Zsigmond Móricz bezog diese Erkenntnis aus einem angeblichen historischen Brief von Gabriel Bethlen, in welchem berichtet wird, dass Anna Báthory auch Bethlen selbst verführt haben soll. Die Hauptinformationsquelle für die beiden Literaten lieferte jedoch der ungarische Historiker Andres Komáromy, der zum Ende des 19. Jahrhunderts eine wissenschaftliche Arbeit über Anna Báthory verfasste. Diese Arbeit diente als Quelle für die literarischen Bearbeitungen der Schriftsteller.
Tatsächlich waren es politische Gründe, die Gabriel Bethlen dazu führten, dass Anna auf seine Initiative hin im Jahre 1621 verurteilt und danach begnadigt wurde.
Alle gegen sie erhobenen Anschuldigungen bezüglich Bigamie, Blutschande, Kindesmord noch Homosexualität konnten nicht bewiesen werden. Auch in den schriftlichen Nachlässen ihrer Zeitgenossen wurden keinerlei Hinweise auf derartige Vergehen bzw. Verbrechen gefunden.
Anna Báthory war – ebenso, wie ihre Tante Elisabeth Báthory – ein Opfer der Habgier und Intrigen ihrer mächtigen Zeitgenossen.

## Literarische Bearbeitungen
- Zsigmond Móricz: Tündérkert. Budapest 1922[7]; Dieser historische Roman erschien unter dem Namen Zaubergarten in deutscher Übersetzung von Käthe Gáspár im Jahre 1972 im Corvina Verlag, Budapest.

- Zsolna Ugron[10]: Erdélyi menyegző, (dt. „Siebenbürger Hochzeit“), Verlag Libri, Budapest 2013, ISBN 978-963-310-236-7 (ungarisch)